# Avenida Rómulo Gallegos (San Juan de los Morros)
Avenida Rómulo Gallegos es el nombre que recibe una vía de transporte localizada en la ciudad de San Juan de los Morros, la capital del Estado Guárico en los Llanos centrales del país sudamericano de Venezuela. Recibe esa denominación en honor de un destacado escritor venezolano Don Rómulo Gallegos autor de títulos reconocidos como Doña Bárbara.

## Descripción
Se trata de una arteria vial de 1,2 km de largo que conecta la Avenida Fuerzas Armadas con la Avenida Miranda y la Avenida Los Puentes. En su recorrido también se vincula con la avenida Guaiquera. Algunos puntos de interés que se pueden mencionar incluyen el Monumento a la Bandera (Cruce con avenida Miranda), el Consejo Legislativo del Estado Guárico, la secretaría de obras públicas del estado, el Instituto Autónomo de la Vivienda del Estado 

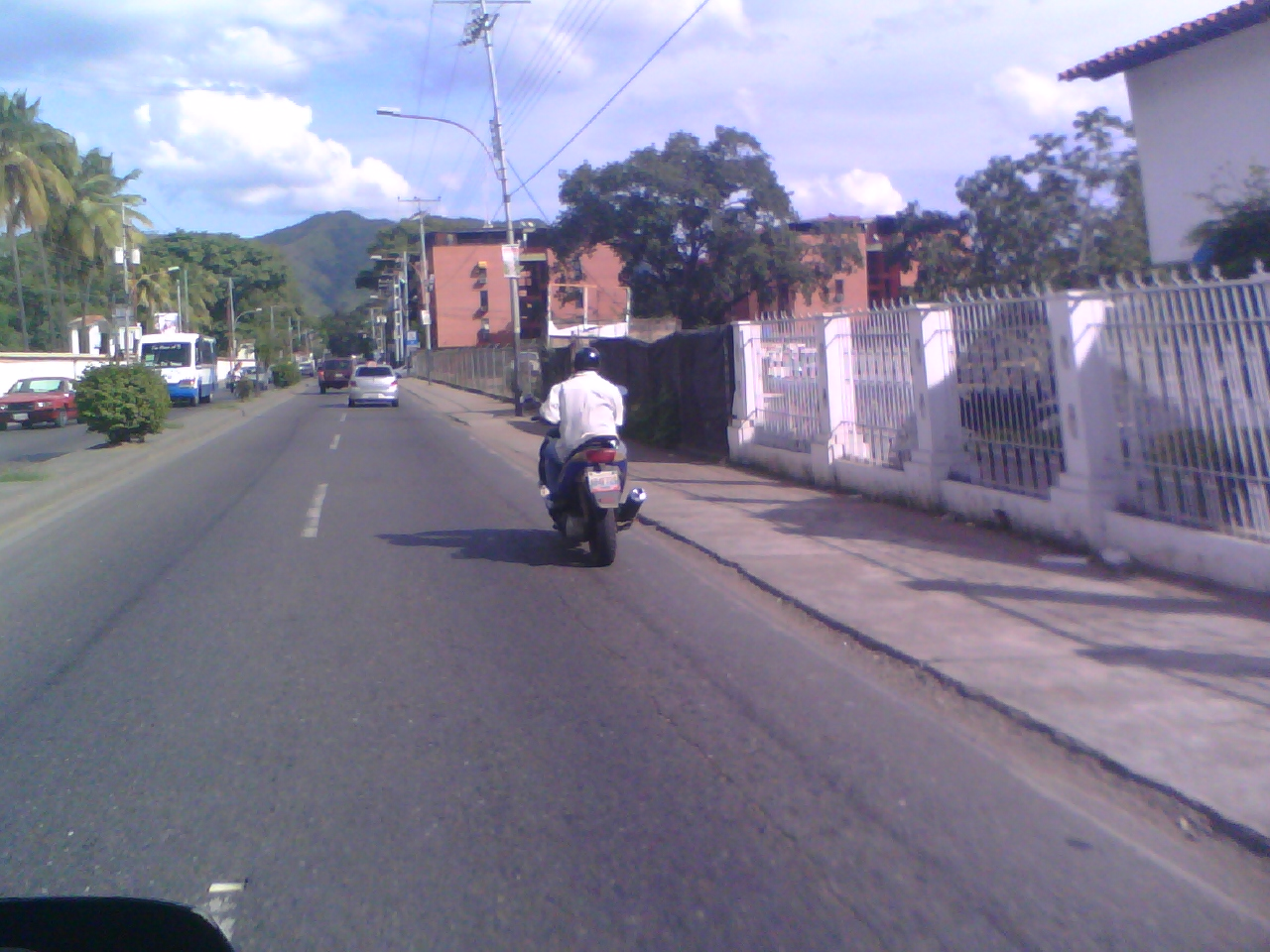

Guárico, la Urbanización Tropical, el Club militar Los Cocos, la Fundación del niño, el Centro hípico, el Complejo de piscinas olímpicas, el Club Hispano, la plaza El Estudiante, el antiguo Hotel Termal, la urbanización Altamira, el Colegio de Ingenieros del Estado Guárico, el Hotel Aguas Termales Spa, entre muchos otros.